# Pavlénkovo
Pavlénkovo (en rus: Павленково) és un poble del krai de Khabàrovsk, a l'Extrem Orient de Rússia. El 2012 tenia 441 habitants. Pertany al districte rural de Lazó.